# Brittiska mästerskapet 1900/1901
Brittiska mästerskapet 1900/1901 var den 18:e säsongen av Brittiska mästerskapet i fotboll. 

## Tabell
| Nr | Lag       | S | V | O | F | GM | IM | MS  | P |
| -- | --------- | - | - | - | - | -- | -- | --- | - |
| 1  | England   | 3 | 2 | 1 | 0 | 11 | 2  | +9  | 5 |
| 2  | Skottland | 3 | 1 | 2 | 0 | 14 | 3  | +11 | 4 |
| 3  | Wales     | 3 | 1 | 1 | 1 | 2  | 7  | −5  | 3 |
| 4  | Irland    | 3 | 0 | 0 | 3 | 0  | 15 | −15 | 0 |

## Matcher
|             | 23 februari 1901 | Skottland                                                                                                   | 11 – 00         | Irland | Celtic Park                                                 |                                                             |
| 15:00 UTC±0 | 15:00 UTC±0      | Sandy McMahon 6′, 15′, 40′, 50′ Davie Russell 25′ John Campbell 30′, 65′ Robert Hamilton 55′, 60′, 70′, 80′ | (5 – 0) Rapport |        | Glasgow Publik: 15 000 Domare: Richard Thomas Gough (Wales) | Glasgow Publik: 15 000 Domare: Richard Thomas Gough (Wales) |
| 15:00 UTC±0 | 15:00 UTC±0      | |                 |        | Glasgow Publik: 15 000 Domare: Richard Thomas Gough (Wales) | Glasgow Publik: 15 000 Domare: Richard Thomas Gough (Wales) |
| 15:00 UTC±0 | 15:00 UTC±0      | |                 |        | Glasgow Publik: 15 000 Domare: Richard Thomas Gough (Wales) | Glasgow Publik: 15 000 Domare: Richard Thomas Gough (Wales) |

|  | 2 mars 1901 | Wales            | 1 – 1   | Skottland          | Racecourse Ground                                         |                                                           |
|  |             | Thomas Parry 76′ | (0 – 0) | 74′ John Robertson | Wrexham Publik: 5 000 Domare: Charles Sutcliffe (England) | Wrexham Publik: 5 000 Domare: Charles Sutcliffe (England) |
|  |             |                  |         |                    | Wrexham Publik: 5 000 Domare: Charles Sutcliffe (England) | Wrexham Publik: 5 000 Domare: Charles Sutcliffe (England) |
|  |             |                  |         |                    | Wrexham Publik: 5 000 Domare: Charles Sutcliffe (England) | Wrexham Publik: 5 000 Domare: Charles Sutcliffe (England) |

|  | 9 mars 1901 | England                      | 3 – 0 | Irland | The Dell    |             |
|  |             | Tip Foster ×2 Tommy Crawshaw |       |        | Southampton | Southampton |
|  |             |                              |       |        | Southampton | Southampton |
|  |             |                              |       |        | Southampton | Southampton |

|  | 18 mars 1901 | England                                    | 6 – 0 | Wales | St James Park |           |
|  |              | Steve Bloomer ×4 Tip Foster Ernest Needham |       |       | Newcastle     | Newcastle |
|  |              |                                            |       |       | Newcastle     | Newcastle |
|  |              |                                            |       |       | Newcastle     | Newcastle |

|  | 23 mars 1901 | Irland | 0 – 1 | Wales      | Solitude |         |
|  |              |        |       | Owen Jones | Belfast  | Belfast |
|  |              |        |       |            | Belfast  | Belfast |
|  |              |        |       |            | Belfast  | Belfast |

|             | 30 mars 1901 | England                              | 2 – 2           | Skottland                             | The Crystal Palace                                   |                                                      |
| 15:00 UTC±0 | 15:00 UTC±0  | Fred Blackburn 36′ Steve Bloomer 80′ | (1 – 0) Rapport | 53′ John Campbell 70′ Robert Hamilton | London Publik: 18 520 Domare: James Torrans (Irland) | London Publik: 18 520 Domare: James Torrans (Irland) |
| 15:00 UTC±0 | 15:00 UTC±0  |                                      |                 |                                       | London Publik: 18 520 Domare: James Torrans (Irland) | London Publik: 18 520 Domare: James Torrans (Irland) |
| 15:00 UTC±0 | 15:00 UTC±0  |                                      |                 |                                       | London Publik: 18 520 Domare: James Torrans (Irland) | London Publik: 18 520 Domare: James Torrans (Irland) |